# 太平洋側帶鯡
太平洋側帶鯡為輻鰭魚綱鲱形目鲱科的其中一種，分布於東太平洋區，從加利福尼亞灣至Guayaquil灣海域，棲息深度可達50公尺，體長可達15公分，棲息在沿海、潟湖、河口區，成群活動，為廣鹽性魚類，以浮游生物為食，可做為食用魚。

## 擴展閱讀
維基物種上的相關：太平洋側帶鯡